# House of Pain
House of Pain je bivši irsko-američki hip hop sastav. Najpoznatiji su po hit singlu iz 1992. "Jump Around".

## Povijest sastava
Sastav su osnovali Everlast, DJ Lethal i Danny Boy, te svoj prvi studijski album House of Pain objavljuju 1992. Na albumu se našla pjesma "Jump Around", koja je sastavu donijela popularnost, te se nalazila na 3. mjestu na top listama u UK-u, te na 8. u SAD-u. Iako je njihov idući studijski album Same As It Ever Was dobio zlatnu nakladu, bio je manje uspješniji od prvog, te bez ijednog većeg hita. Sastav je raspušten 1996., nakon objavljivanja albuma Truth Crushed to Earth Shall Rise Again.  	 
Nakon raspada, Danny Boy je osnovao umjetničku kompaniju, DJ Lethal je postao član nu metal sastava Limp Bizkit, koji je u ranim danima često na koncertima svirao obradu "Jump Arounda", dok je Everlast ponovno započeo solo karijeru.

## Diskografija
- 1992. - House of Pain
- 1994. - Same as It Ever Was
- 1996. - Truth Crushed to Earth Shall Rise Again

## Vanjske poveznice
- Biografija na vh1.com  Arhivirana inačica izvorne stranice od 19. rujna 2008. (Wayback Machine)